# Alexander Galante Carlström
Alexander Galante Carlström (* 30. ledna 1989, Västerås) je švédský florbalový útočník a reprezentant, trojnásobný mistr světa, sedminásobný vítěz Švédské Superligy a jeden z nejlepších florbalistů historie. Většinu své vrcholové kariéry zahájené v roce 2006 strávil v IBF Falun, v prosinci 2024 však bylo oznámeno, že od sezóny 2025/2026 bude jeho působištěm švýcarský SV Wiler-Ersigen.

## Klubová kariéra

### Mládí
Galante Carlström svou mládežnickou kariéru zahájil v roce 1995 v týmu Westra Aros. Následně prošel celky Västerås IBF, Skälby IBK a Råby BK.[zdroj?]

### Västerås IBF
V roce 2006 se vrátil do rodného Västeråsu, kde v místním klubu odstartoval svoji profesionální kariéru. V sezóně 2007/2008 s týmem postoupil do Švédské Superligy. V ročníku 2008/2009 skončil Västerås jedenáctý, bod od sestupu. Po další sezóně 2009/2010, ve které skončili na 12. místě, klub zbankrotoval.

### IBF Falun
Galante následně přestoupil do IBF Falun. Ve své první sezóně v klubu skončil v semifinále. Svůj i klubový první titul švédského mistra pak získal v ročníku 2012/2013. Následně také zvítězili v Poháru mistrů. Vítězství ve Švédské Superlize a na Poháru mistrů dokázali dvakrát obhájit.

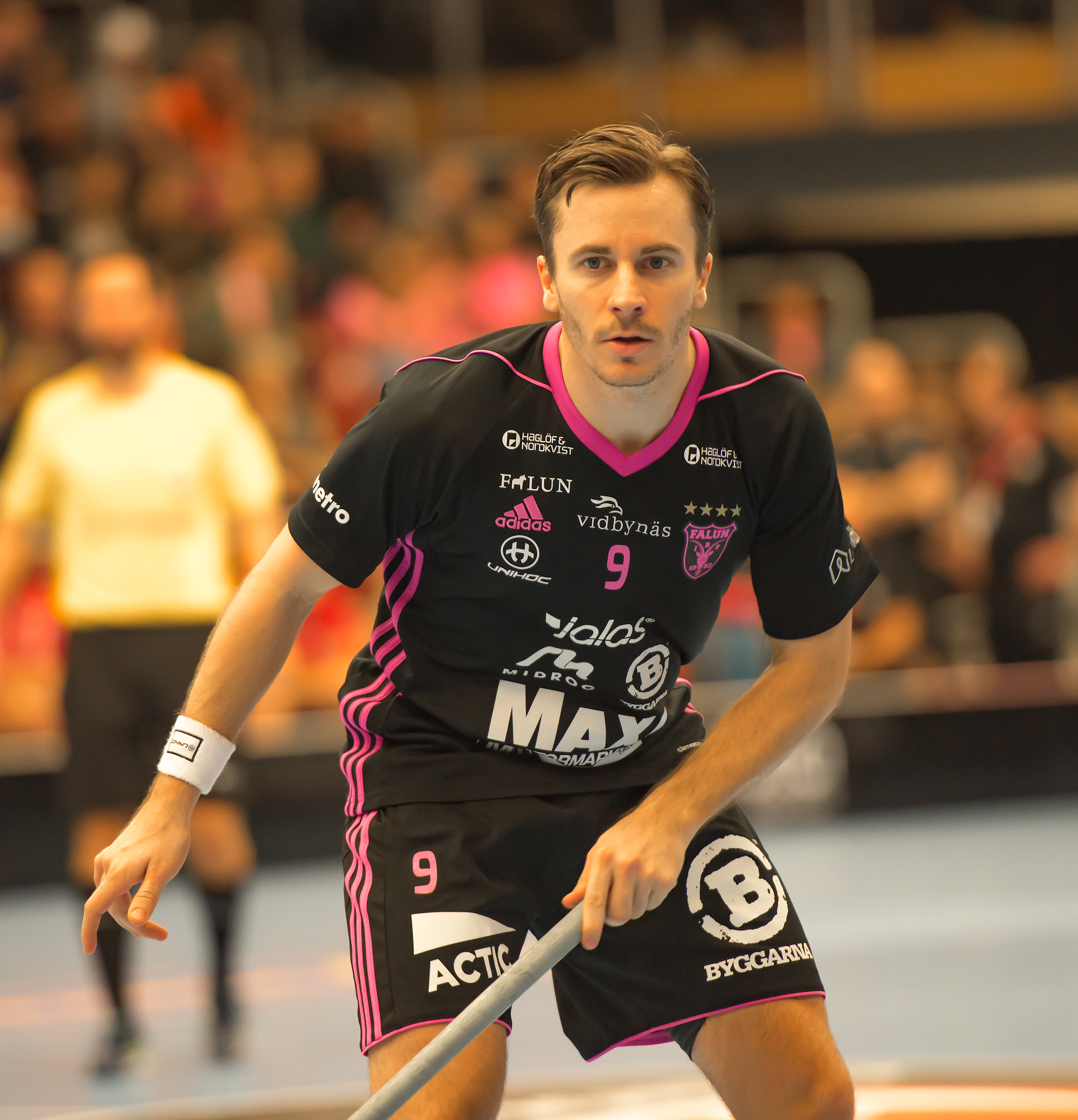
Galante v dresu IBF Falun v sezóně 2018/2019

Čtvrtý titul v lize získali v sezóně 2016/2017 a znovu i na následném Poháru mistrů. V tomto ročníku také vytvořil s 68 brankami střelecký rekord za jednu sezónu v Superlize. Právě v letech 2016 a 2017 byl dvakrát vyhlášen nejlepším hráčem světa.
Po dvou stříbrných ročnících zvítězili v lize v dalších třech sezónách 2019/2020, 2020/2021 a 2021/2022. V roce 2023 si připsal svůj první triumf ve Švédském poháru a páté vítězství v Poháru mistrů.
Po sezóně 2024/2025, kterou Falun zakončil porážkou v superfinále Švédské Superligy, v klubu po 15 letech skončil. V posledních devíti sezónách v klubu byl nejlepším střelcem soutěže.

### SV Wiler-Ersigen
V prosinci 2024 byl oznámen jako nová posila celku SV Wiler-Ersigen, se kterým bude od sezóny 2025/2026 hrát švýcarskou Unihockey Prime League.

## Reprezentační kariéra
Za reprezentaci Švédska nastupoval Galante Carlström od roku 2011. Mezi lety 2014 a 2022 se zúčastnil pěti mistrovství světa. Na třech zvítězil, ze zbylých dvou si odnesl stříbrnou medaili. Kariéru si přál ukončit na domácím mistrovství v roce 2024, trenéři jej však z výkonnostních důvodů nenominovali.

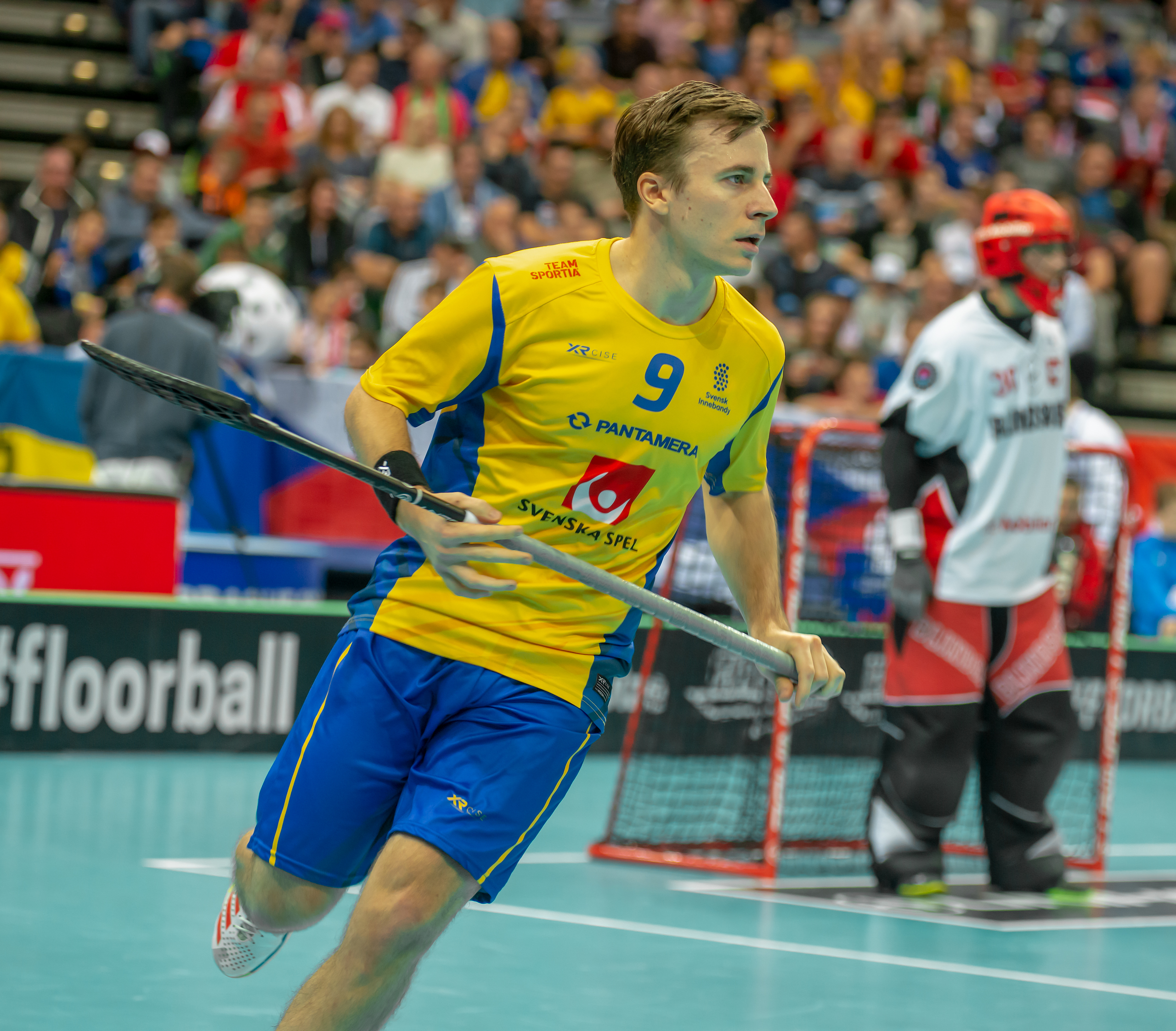
Galante na Mistrovství světa 2018

Ve 105 utkáních za švédský národní tým si připsal 190 kanadských bodů.
| Umístění | Soutěž                                                 |
| -------- | ------------------------------------------------------ |
|          | Mistrovství světa ve florbale 2014                     |
|          | Mistrovství světa ve florbale 2016 (All Star tým)      |
|          | Mistrovství světa ve florbale 2018                     |
|          | Mistrovství světa ve florbale 2021                     |
|          | Mistrovství světa ve florbale 2022 (All Star tým, MVP) |

## Ocenění a rekordy

### Ocenění
- v letech 2016 a 2017 byl švédským florbalovým serverem Innebandymagazinet vyhlášen nejlepším hráčem světa[1][2]
- v letech 2016 a 2022 byl zařazen do All Star týmu mistrovství světa
- v roce 2022 byl vyhlášen také nejlepším hráčem turnaje[20]

### Rekordy
- nejvíce vstřelených branek v jednom ročníku Švédské Superligy (68, 2016/17)[13]
- nejvíce vstřelených branek v jednom utkání Švédské Superligy (10, 2021/22)[21]
- nejvíce bodů v jednom utkání Švédské Superligy (12, 2021/22)[21]